# Kota Pagu
Kota Pagu is een bestuurslaag in het regentschap Rejang Lebong van de provincie Bengkulu, Indonesië. Kota Pagu telt 729 inwoners (volkstelling 2010).